# ماديلين أستور
ماديلين أستور (بالإنجليزية: Madeleine Astor)‏ (و. 1893 – 1940 م) هي نجمة اجتماعية أمريكية، ولدت في بروكلين، توفيت في بالم بيتش، عن عمر يناهز 47 عاماً، بسبب مرض القلب التاجي.

## التعليم
تعلمت في Spence School ‏.